# GEM (ロケットモータ)
GEM（Graphite-Epoxy Motor) はノースロップ・グラマン（元はアライアント・テックシステムズ）が製造する固体燃料ロケットモーター（SRM）である。モーターケースは炭素繊維強化エポキシ複合材を注型して製造されている。 GEM は デルタ II、デルタ III、デルタ IVでブースターとして使用されており、将来的にはアトラスVとヴァルカンでの使用が計画されている。

## 型式

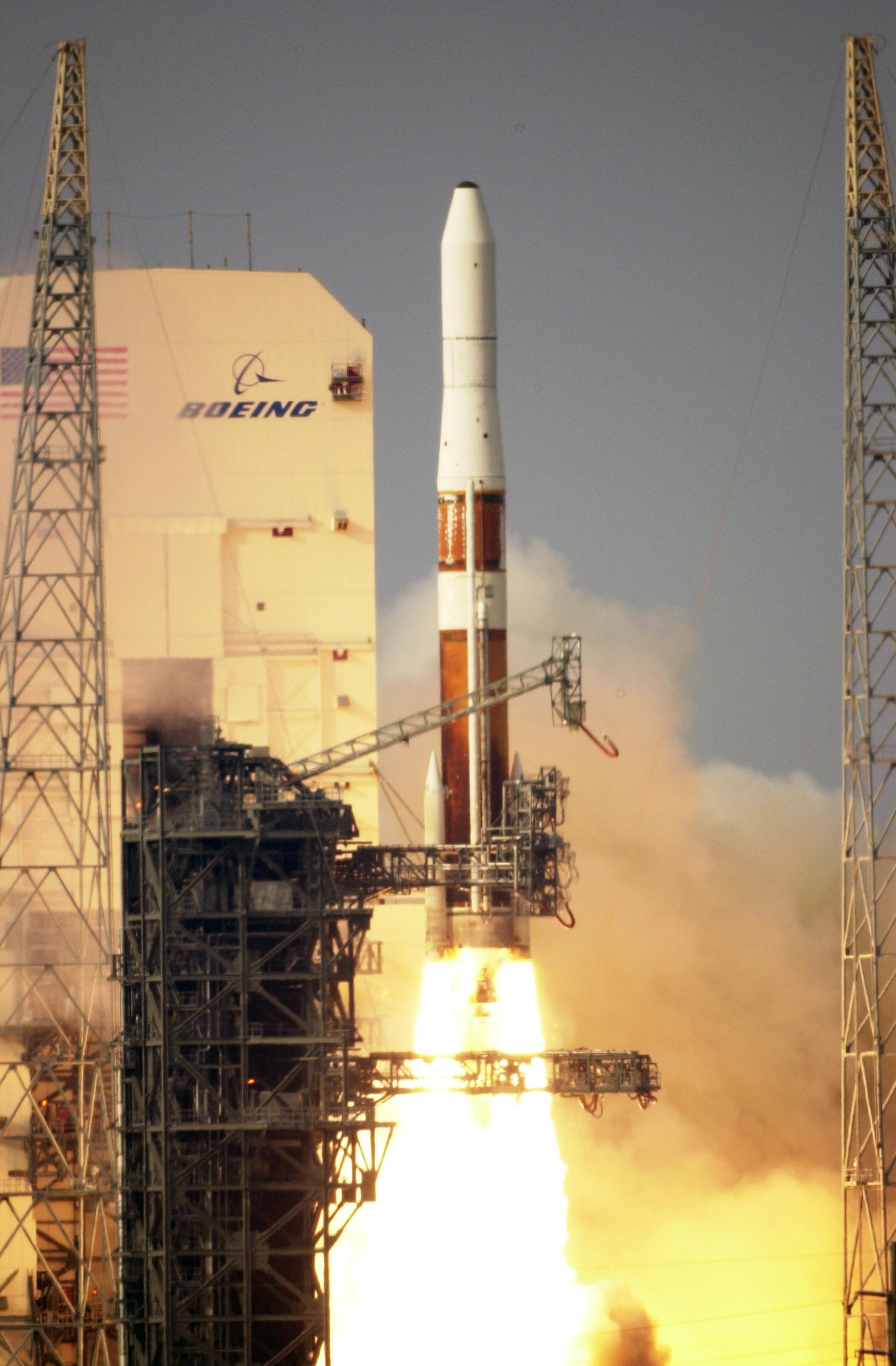
2基の GEM-60 を装着して打ち上げられるデルタ IV

GEM-40
GEM-40 は1990年からデルタ IIで使用されている直径 40インチ (100 cm) の固体燃料ロケットモーターである。モーターケースに複合材を採用することで、鋳鋼製ケースのキャスター IVの数分の1の重量になっている。GEM-40 の初打ち上げは1990年のデルタ II 7925である。デルタ II には3本、4本または9本の GEM-40 を装着することができた。3本または4本使用するときはすべて地上で点火され、9本使用するときはまず6本を地上で点火し、それが燃焼終了してから残り3本を点火するようになっていた。
GEM-46
GEM-46 はさらに軽量化が図られた直径 46インチ (120 cm) の固体ロケットブースターで、元は デルタ III 用に開発されたものである。ロケットの安定性を補助するために推力偏向制御（Thrust vector control, TVC）が追加された。デルタ IIIの退役後は TVC をなくした GEM-46を用いてデルタ II ヘビーが開発され、専用に改修されたケープカナベラルの射点から打ち上げられている。デルタ III もデルタ II ヘビーも9本の GEM-46 を装着し、6本を地上で、残り3本を飛行中に点火する。
GEM-60
GEM-60 はデルタ IVで使用されている直径 60インチ (150 cm) の固体ロケットブースターである。推力偏向制御の有無を選択できるようになっている。2本または4本の GEM-60 を装着したデルタ IV は「デルタ IV ミディアム+」と分類されている。
GEM-63
GEM-63 はアトラス Vで使用されているエアロジェット・ロケットダイン AJ-60A の代替として開発が進められている。GEM-63 の拡張型 GEM-63XL はヴァルカンで採用する計画がある。

## 失敗
1995年8月5日にコリアサット 1を搭載したデルタ II 7925の打ち上げ時に、空中で点火した GEM-40 が分離に失敗した。ブースター分離失敗による重量超過で衛星は予定軌道よりも低い軌道に投入されたが、衛星の推進剤を使うことで予定軌道への遷移に成功した。
1997年1月17日にはデルタ II（デルタ241）がGEM-40の致命的な不具合により打ち上げ13秒後に自爆装置が作動して爆発した。空軍の調査により、打ち上げ以前にモーターケースが損傷しており、点火直後にケースが割れたことが判明した。